# Xã Kittanning, Quận Armstrong, Pennsylvania
Xã Kittanning (tiếng Anh: Kittanning Township) là một xã thuộc quận Armstrong, tiểu bang Pennsylvania, Hoa Kỳ. Năm 2010, dân số của xã này là 2.265 người.